# Mobecq
Mobecq ist eine Ortschaft und eine ehemalige französische Gemeinde mit  235 Einwohnern (Stand 1. Januar 2022) im Département Manche in der Region Normandie.
Mit Wirkung vom 1. Januar 2016 wurden die früheren Gemeinden Baudreville, Bolleville, Glatigny, La Haye-du-Puits, Mobecq, Montgardon, Saint-Rémy-des-Landes, Saint-Symphorien-le-Valois und Surville zur Commune nouvelle La Haye zusammengelegt und haben dort den Status einer Commune déléguée. Der Verwaltungssitz befindet sich im Ort La Haye-du-Puits.

## Lage
Sie liegt auf der Halbinsel Cotentin. Nachbarorte sind La Haye-du-Puits im Nordwesten, Lithaire im Nordosten, Vesly im Südosten und Angoville-sur-Ay im Südwesten.

### Bevölkerungsentwicklung
| Jahr      | 1962 | 1968 | 1975 | 1982 | 1990 | 1999 | 2008 | 2015 |
| --------- | ---- | ---- | ---- | ---- | ---- | ---- | ---- | ---- |
| Einwohner | 282  | 249  | 218  | 209  | 204  | 208  | 251  | 245  |

## Geschichte
Frühere Ortsnamen waren Moubech (1190 und 1237), Moubec/Mobec (1197), Mobec (1241), Moobec (1265), Moubec (1280) und Molbec (1375).

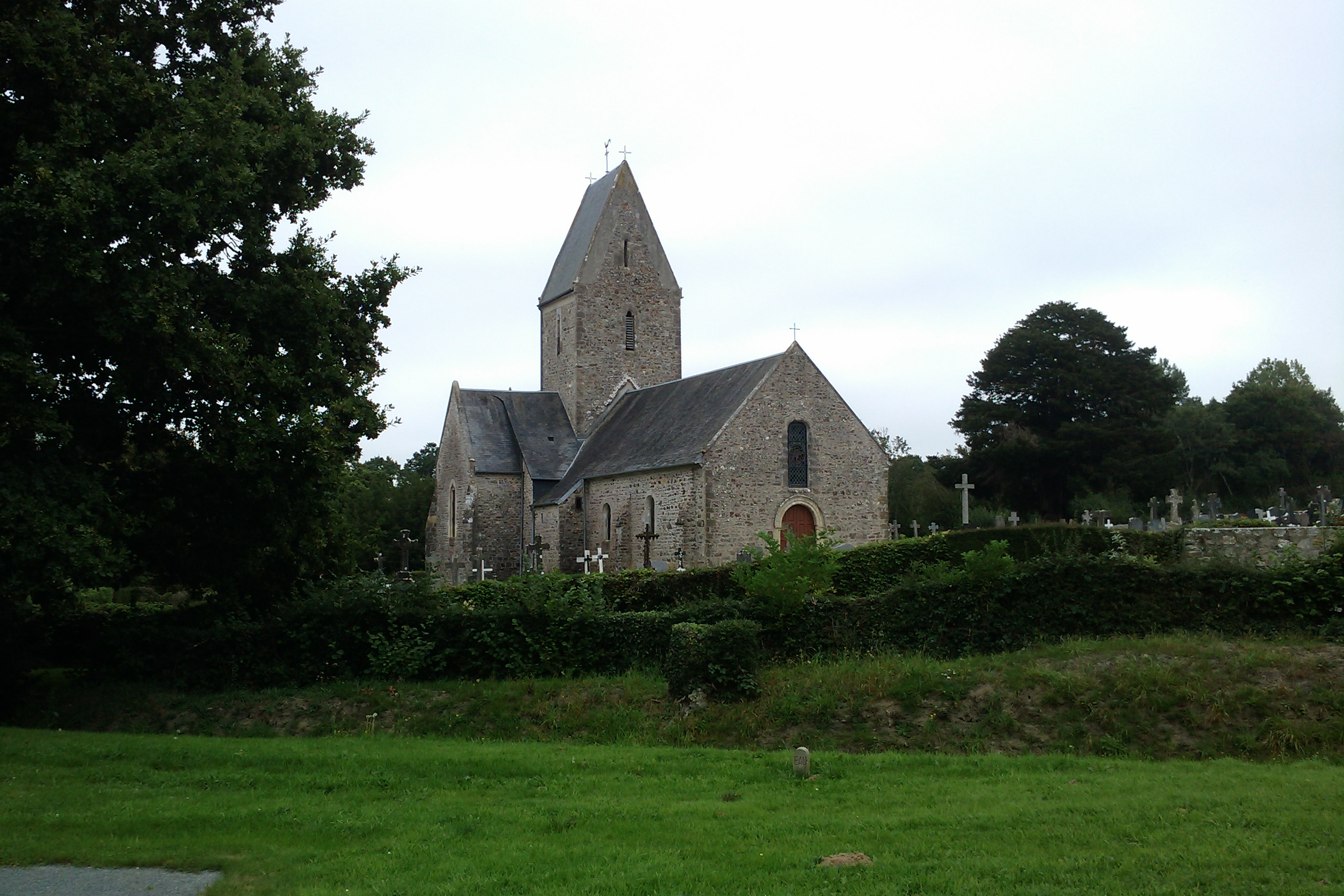
Kirche Saint-Aubin